# Svjetsko prvenstvo u plivanju 1986.
Svjetsko prvenstvo u plivanju 1986. odražano je od 13. kolovoza do 23. kolovoza 1986. godine u španjolskom glavnom gradu Madridu kao jedan od dijelova V. svjetskog prvenstva u vodenim sportovima.

## Pojedinačna natjecanja

### Slobodni stil

#### 50 m slobodno
| Mjesto | Država    | Plivač       | Vrijeme  |
| ------ | --------- | ------------ | -------- |
| 1.     | SAD       | Tom Jager    | 00:22,49 |
| 2.     | Švicarska | Dano Halsall | 00:22,80 |
| 3.     | SAD       | Matt Biondi  | 00:22,85 |

| Mjesto | Država                         | Plivačica               | Vrijeme  |
| ------ | ------------------------------ | ----------------------- | -------- |
| 1.     | Rumunjska                      | Tamara Costache         | 00:25,28 |
| 2.     | Njemačka Demokratska Republika | Kristin Otto            | 00:25,50 |
| 3.     | Švicarska                      | Marie-Thérèse Armentero | 00:55,93 |

#### 100 m slobodno
| Mjesto | Država    | Plivač         | Vrijeme  |
| ------ | --------- | -------------- | -------- |
| 1.     | SAD       | Matt Biondi    | 00:48,94 |
| 2.     | Francuska | Stéphane Caron | 00:49,73 |
| 3.     | Italija   | Tom Jager      | 00:49,79 |

| Mjesto | Država                         | Plivačica        | Vrijeme (s) |
| ------ | ------------------------------ | ---------------- | ----------- |
| 1.     | Njemačka Demokratska Republika | Kristin Otto     | 00:55,05    |
| 2.     | SAD                            | Jenna Johnson    | 00:55,70    |
| 3.     | Nizozemska                     | Conny van Bentun | 00:55,79    |

#### 200 m slobodno
| Mjesto | Država                         | Plivač          | Vrijeme (min) |
| ------ | ------------------------------ | --------------- | ------------- |
| 1.     | SR Njemačka                    | Michael Groß    | 01:47,92      |
| 2.     | Njemačka Demokratska Republika | Sven Lodziewski | 01:49,12      |
| 3.     | SAD                            | Matt Biondi     | 01:49,43      |

| Mjesto | Država                         | Plivačica         | Vrijeme (min) |
| ------ | ------------------------------ | ----------------- | ------------- |
| 1.     | Njemačka Demokratska Republika | Heike Friedrich   | 01:58,26      |
| 2.     | Njemačka Demokratska Republika | Manuela Stellmach | 01:58,90      |
| 3.     | SAD                            | Mary T. Meagher   | 02:00,14      |

#### 400 m slobodno
| Mjesto | Država                         | Plivač           | Vrijeme  |
| ------ | ------------------------------ | ---------------- | -------- |
| 1.     | SR Njemačka                    | Rainer Henkel    | 03:50,05 |
| 2.     | Njemačka Demokratska Republika | Uwe Dassler      | 03:51,26 |
| 3.     | SAD                            | Daniel Jorgensen | 03:51,33 |

| Mjesto | Država                         | Plivačica        | Vrijeme (min) |
| ------ | ------------------------------ | ---------------- | ------------- |
| 1.     | Njemačka Demokratska Republika | Heike Friedrich  | 04:07,45      |
| 2.     | Njemačka Demokratska Republika | Astrid Strauß    | 04:09,16      |
| 3.     | Ujedinjeno Kraljevstvo         | Sarah Hardcastle | 04:09,85      |

#### 1500 m + 800 m slobodno
| Mjesto | Država      | Plivač              | Vrijeme (min) |
| ------ | ----------- | ------------------- | ------------- |
| 1.     | SR Njemačka | Rainer Henkel       | 15:05,31      |
| 2.     | Italija     | Stefano Battistelli | 15:14,80      |
| 3.     | SAD         | Daniel Jorgensen    | 15:16,23      |

| Mjesto | Država                         | Plivačica         | Vrijeme (min) |
| ------ | ------------------------------ | ----------------- | ------------- |
| 1.     | Njemačka Demokratska Republika | Astrid Strauß     | 08:28,24      |
| 2.     | Njemačka Demokratska Republika | Katja Hartmann    | 08:28,44      |
| 3.     | SAD                            | Deborah Babashoff | 08:34,04      |

### Leđni stil

#### 100 m leđno
| Mjesto | Država                         | Plivač            | Vrijeme (s) |
| ------ | ------------------------------ | ----------------- | ----------- |
| 1.     | SSSR                           | Igor Polianski    | 00:55,58    |
| 2.     | Njemačka Demokratska Republika | Dirk Richter      | 00:56,49    |
| 3.     | SSSR                           | Serguei Zaboltnow | 00:56,57    |

| Mjesto | Država                         | Plivačica          | Vrijeme (min) |
| ------ | ------------------------------ | ------------------ | ------------- |
| 1.     | SAD                            | Betsy Mitchell     | 01:01,74      |
| 2.     | Njemačka Demokratska Republika | Kathrin Zimmermann | 01:02,17      |
| 3.     | SSSR                           | Natalia Schibaewa  | 01:02,25      |

#### 200 m leđno
| Mjesto | Država                         | Plivač            | Vrijeme (min) |
| ------ | ------------------------------ | ----------------- | ------------- |
| 1.     | SSSR                           | Igor Polianski    | 01:58,78      |
| 2.     | Njemačka Demokratska Republika | Frank Baltrusch   | 02:01,11      |
| 3.     | SR Njemačka                    | Frank Hoffmeister | 02:02,42      |

| Mjesto | Država                         | Plivačica          | Vrijeme (min) |
| ------ | ------------------------------ | ------------------ | ------------- |
| 1.     | Njemačka Demokratska Republika | Cornelia Sirch     | 02:11,37      |
| 2.     | SAD                            | Betsy Mitchell     | 02:11,39      |
| 3.     | Njemačka Demokratska Republika | Kathrin Zimmermann | 02:11,45      |

### Prsni stil

#### 100 m prsno
| Mjesto | Država  | Plivač           | Vrijeme (min) |
| ------ | ------- | ---------------- | ------------- |
| 1.     | Kanada  | Victor Davis     | 01:02,71      |
| 2.     | Italija | Gianni Minervini | 01:03,00      |
| 3.     | SSSR    | Dimitri Wolkow   | 01:03,30      |

| Mjesto | Država                         | Plivačica        | Vrijeme (min) |
| ------ | ------------------------------ | ---------------- | ------------- |
| 1.     | Njemačka Demokratska Republika | Sylvia Gerasch   | 01:08,11      |
| 2.     | Njemačka Demokratska Republika | Silke Hörner     | 01:08,41      |
| 3.     | Bugarska                       | Tania Bogomilova | 01:08,52      |

#### 200 m prsno
| Mjesto | Država   | Plivač         | Vrijeme (min) |
| ------ | -------- | -------------- | ------------- |
| 1.     | Mađarska | József Szabó   | 02:14,27      |
| 2.     | Kanada   | Victor Davis   | 02:14,93      |
| 3.     | SAD      | Steven Bentley | 02:16,51      |

| Mjesto | Država                         | Plivačica        | Vrijeme (min) |
| ------ | ------------------------------ | ---------------- | ------------- |
| 1.     | Njemačka Demokratska Republika | Silke Hörner     | 02:27,40      |
| 2.     | Bugarska                       | Tanja Bogomilova | 02:27,66      |
| 3.     | Kanada                         | Allison Higson   | 02:31,34      |

### Leptir stil

#### 100 m leptir
| Mjesto | Država                 | Plivač         | Vrijeme (s) |
| ------ | ---------------------- | -------------- | ----------- |
| 1.     | SAD                    | Pablo Morales  | 00:53,54    |
| 2.     | SAD                    | Matt Biondi    | 00:53,67    |
| 3.     | Ujedinjeno Kraljevstvo | Andrew Jameson | 00:53,81    |

| Mjesto | Država                         | Plivačica        | Vrijeme (s) |
| ------ | ------------------------------ | ---------------- | ----------- |
| 1.     | Njemačka Demokratska Republika | Kornelia Greßler | 00:59,51    |
| 2.     | Njemačka Demokratska Republika | Kristin Otto     | 00:59,66    |
| 3.     | SAD                            | Mary T. Meagher  | 00:59,98    |

#### 200 m leptir
| Mjesto | Država      | Plivač        | Vrijeme (min) |
| ------ | ----------- | ------------- | ------------- |
| 1.     | SR Njemačka | Michael Groß  | 01:56,53      |
| 2.     | Novi Zeland | Anthony Mosse | 01:58,36      |
| 3.     | Danska      | Benny Nielsen | 01:59,09      |

| Mjesto | Država                         | Plivačica        | Vrijeme (min) |
| ------ | ------------------------------ | ---------------- | ------------- |
| 1.     | SAD                            | Mary T. Meagher  | 02:08,41      |
| 2.     | Njemačka Demokratska Republika | Kornelia Greßler | 02:10,66      |
| 3.     | Njemačka Demokratska Republika | Birte Weigang    | 02:10,68      |

### Mješovito

#### 200 m mješovito
| Mjesto | Država   | Plivač              | Vrijeme (min) |
| ------ | -------- | ------------------- | ------------- |
| 1.     | Mađarska | Tamás Darnyi        | 02:01,57      |
| 2.     | Kanada   | Alex Baumann        | 02:02,34      |
| 3.     | SSSR     | Wadim Jaroschtschuk | 02:02,61      |

| Mjesto | Država                         | Plivačica         | Vrijeme (min) |
| ------ | ------------------------------ | ----------------- | ------------- |
| 1.     | Njemačka Demokratska Republika | Kristin Otto      | 02:15,56      |
| 2.     | SSSR                           | Elena Dendeberowa | 02:15,84      |
| 3.     | Njemačka Demokratska Republika | Kathleen Nord     | 02:16,05      |

#### 400 m mješovito
| Mjesto | Država   | Plivač              | Vrijeme (min) |
| ------ | -------- | ------------------- | ------------- |
| 1.     | Mađarska | Tamás Darnyi        | 04:18,98      |
| 2.     | SSSR     | Wadim Jaroschtschuk | 04:22,03      |
| 3.     | Kanada   | Alex Baumann        | 04:22,58      |

| Mjesto | Država                         | Plivačica         | Vrijeme (min) |
| ------ | ------------------------------ | ----------------- | ------------- |
| 1.     | Njemačka Demokratska Republika | Kathleen Nord     | 04:43,75      |
| 2.     | SAD                            | Michele Griglione | 04:44,07      |
| 3.     | Rumunjska                      | Noemi Lung        | 04:45,44      |

## Štafetna natjecanja

### 4x100 m slobodno
| Mjesto | Država                         | Plivači                                                                      | Vrijeme (min) |
| ------ | ------------------------------ | ---------------------------------------------------------------------------- | ------------- |
| 1.     | SAD                            | - Tom Jager - Michael Heath - Paul Walace - Matt Biondi                      | 03:19,89      |
| 2.     | SSSR                           | - Gennadij Prigoda - Nikolai Ewseen - Sergei Smiriaguinbe - Alexis Markowski | 03:21,14      |
| 3.     | Njemačka Demokratska Republika | - Dirk Richter - Jörg Woithe - Sven Lodziewski - Steffen Zesner              | 03:21,47      |

| Mjesto | Država                         | Plivačice                                                                     | Vrijeme (min) |
| ------ | ------------------------------ | ----------------------------------------------------------------------------- | ------------- |
| 1.     | Njemačka Demokratska Republika | - Kristin Otto - Manuela Stellmach - Sabina Schulze - Heike Friedrich         | 03:40,57      |
| 2.     | SAD                            | - Jenna Johnson - Dara Torres - Mary T. Meagher - Betsy Mitchell              | 03:44,03      |
| 3.     | Nizozemska                     | - Conny van Bentum - Laura Leideritz - Karin Brienesse - Annemarie Verstappen | 03:46,89      |

### 4x200 m slobodno
| Mjesto | Država                         | Plivači                                                              | Vrijeme (min) |
| ------ | ------------------------------ | -------------------------------------------------------------------- | ------------- |
| 1.     | Njemačka Demokratska Republika | - Lars Hinnenburg - Thomas Flemming - Dirk Richter - Sven Lodziewski | 07:15,91      |
| 2.     | SR Njemačka                    | - Rainer Henkel - Michael Groß - Alexande Schowtka - Thomas Fahrner  | 07:15,96      |
| 3.     | SAD                            | - Eric Boyer - Michael Heath - Daniel Jorgensen - Matt Biondi        | 07:18,29      |

| Mjesto | Država                         | Plivačice                                                                     | Vrijeme (min) |
| ------ | ------------------------------ | ----------------------------------------------------------------------------- | ------------- |
| 1.     | Njemačka Demokratska Republika | - Manuela Stellmach - Astrid Strauß - Nadja Bergnecht - Heike Friedrich       | 07:59,33      |
| 2.     | SAD                            | - Betsy Mitchell - Mary T. Meagher - Kimberley Brown - Mary Waythe            | 08:02,12      |
| 3.     | Nizozemska                     | - Annemarie Verstappen - Johan van Der Meer - Mildred Muis - Conny van Bentum | 08:09,59      |

### 4x100 m mješovito
| Mjesto | Država      | Plivači                                                               | Vrijeme (min) |
| ------ | ----------- | --------------------------------------------------------------------- | ------------- |
| 1.     | SAD         | - Daniel Veatch - David Lundberg - Pablo Morales - Matt Biondi        | 03:41,25      |
| 2.     | SR Njemačka | - Frank Hoffmeister - Bert Göbel - Michael Groß - Andre Schadt        | 03:42,26      |
| 3.     | SSSR        | - Igor Polianski - Dimitri Wolkow - Alexei Markowski - Nikolai Ewseew | 03:42,63      |

| Mjesto | Država                         | Plivačice                                                                         | Vrijeme (min) |
| ------ | ------------------------------ | --------------------------------------------------------------------------------- | ------------- |
| 1.     | Njemačka Demokratska Republika | - Kathrin Zimmermann - Sylvia Gerasch - Kornelia Greßler - Kristin Otto           | 04:04,82      |
| 2.     | SAD                            | - Betsy Mitchell - Jennifer Hau - Mary T. Meagher - Jenna Johnson                 | 04:07,45      |
| 3.     | Nizozemska                     | - Jolanda de Rover - Petra van Staveren - Conny van Bentum - Annemarie Verstappen | 04:10,70      |